# Île Florence
L'île Florence est un îlot rocheux de l'archipel de Pointe-Géologie (terre Adélie), situé en mer Dumont-d'Urville (océan Austral) au large du continent antarctique.

## Description
Cette petite île rocheuse est située au sud des îles Dumoulin, à 800 m au sud de l'île du Derby.

## Histoire
L'île est cartographiée en 1951 par la 4e expédition antarctique française en terre Adélie.
L'origine de son nom reste obscure : soit célébrant la ville italienne de Florence, soit en référence au prénom féminin. La seconde hypothèse est la plus vraisemblable.